# محوطه چهارکرته ۲
محوطه چهارکرته ۲ در شهرستان خرم‌آباد، بخش پاپی، دهستان کشور، ۱/۴ کیلومتری شمال غرب روستای حکومتی واقع شده و این اثر در تاریخ ۲۸ اسفند ۱۳۸۵ با شمارهٔ ثبت ۱۸۶۱۹ به‌عنوان یکی از آثار ملی ایران به ثبت رسیده است.